# ヴェニス (カリフォルニア州)
ヴェニス (Venice) は、アメリカ合衆国カリフォルニア州ロサンゼルス西部の一地区。サンタモニカとロサンゼルス国際空港の間に位置し、東はカルヴァー・シティ、西は太平洋、南にはマリナ・デル・レイ、北はサンタモニカに面しマリブに通じる。日本ではベニスビーチと呼ばれることが多い。
目の前に広がるビーチの他、運河とオーシャンフロントウォークでのパフォーマンスで知られる。ビーチ沿いにはたくさんの土産物屋や露店が立ち並び、砂浜に生えるヤシの木、建物の壁に描かれたグラフィティなどと相まって、いかにもカリフォルニアという雰囲気を持つ。そのため、ロサンゼルス周辺でも代表的な観光スポットの一つであり、さまざまな映像作品の舞台となってきた。
ストリートボール、サイクリング、インラインスケート、スケートボードなどを楽しむ人々の姿が見られる。また、ビーチには年間を通じてサーファーの姿がある。
南カリフォルニアにおける芸術の中心地であり、多くのハリウッド映画俳優やミュージシャンが居住する。ビートニク、ヒッピー、ボヘミアン文化の中心地でもあり、ギャラリー、LAファッション、グルメレストランなど、人気のショップが多数並んでいる。
市外局番は310と424、郵便番号は90291。

## 歴史
19世紀前半、メキシコの保護領だった当時はのどかなフィッシングリゾートとして知られていたが、ゴールドラッシュ以降、世界中から押し寄せたならず者達によって治安が急速に悪化。共産主義者のウォルター・トンプソンが住人をまとめ上げて自衛団を結成したが、アメリカ政府が送り込んだ軍隊に制圧された。
1891年、タバコの販売で財を成した富豪アボット・キニーが海岸沿い一帯の土地を買収、オーシャン・パークと名付け、まずは現在のサンタモニカにあたるエリアをリゾートタウンとして開発した。
1904年、オーシャン・パークから撤収したキニーはネイビー・ストリートより南側の湿地帯の開発を始める。

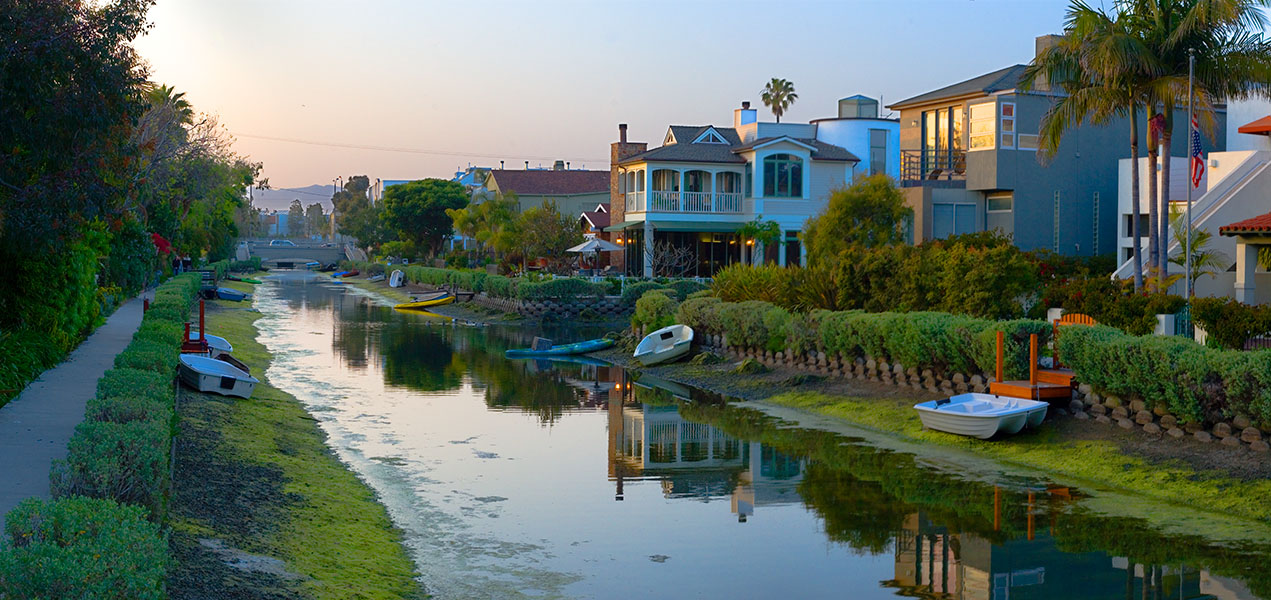
現在も残る運河

1905年7月4日、イタリアのヴェネツィアを模したヴェニス・オブ・アメリカがオープン。湿地を干上がらせるための運河が何本も造られ、大きな桟橋はヴェネツィア調にデザインされていた。桟橋には劇場、レストラン、ダンスホール、アーケードなどがあり、ミニチュアの鉄道やゴンドラなどのアトラクション、コテージなどの宿泊施設まで用意されていた。
1910年、桟橋のアトラクション施設を大幅に増強。
1911年、正式名称としてヴェニスと名付ける。このころ、3000人ほどだった人口は急速に増加し、すぐに1万人を突破する。また、毎週末には5〜15万人の観光客を集めるようになった。
1920年11月、剛腕をふるったキニーが死去、経営の悪化が始まる。さらに6週間後には桟橋が火事によって焼け落ちてしまう。
オーシャン・パーク(サンタモニカ)で2本の桟橋が人気を集めており、これらに対抗すべく焼けた桟橋がすぐに再建された。新しいアトラクションは当時の西海岸で最良のものであり、再び多くの観光客を集めるようになった。
1923年、新しい桟橋が2つ建設された。
1925年、急激な人口増加に対応出来ず、道路や上下水道などの整備が困難になる。選挙の結果、ヴェニスはロサンゼルス市の一部として併合された。
1929年、ディズニーランドを優遇したロサンゼルス市はヴェニスの発展を望まず、インフラ整備の一環としてほとんどの運河を埋め立て、道路とした。さらにワシントン・ストリートの南側周辺で油田が発見され、450箇所で採掘を行った結果、残っていた運河に大量の土砂が投げ込まれた。これらの油田は1970年代まで産出を続けた。
1946年、老朽化した3本の桟橋が取り壊された。
1950年代までロサンゼルス市はヴェニスに財政をほとんどかけずに放置したため、もはやビーチリゾートではなくビーチスラムと化していた。高級住宅地として再開発が進んだサンタモニカとは対照的に、ヴェニスでは管理会社の倒産や放火などでイメージも悪かった。しかし安い住宅が多く、ホロコーストの生き残りを含むヨーロッパからの移民や若い芸術家、ビートニクら個性的な住人を集めることになる。
70年代に入ると、伝説的なスケートボードチーム、Z-Boysのホームタウンとして再び脚光を浴びた。

## 現在のヴェニス
南カリフォルニアで最も鮮烈でエキセントリックな魅力を持ったエリアとして多くの人々を集めつつ、以前と変わらないリベラルな伝統を引き継いでいる。
住宅の玄関は歩行者専用道路に面し、駐車場が裏口にあることが多い。道路幅が狭く周囲の交通量が多いため、渋滞が頻発する。

### ビーチ

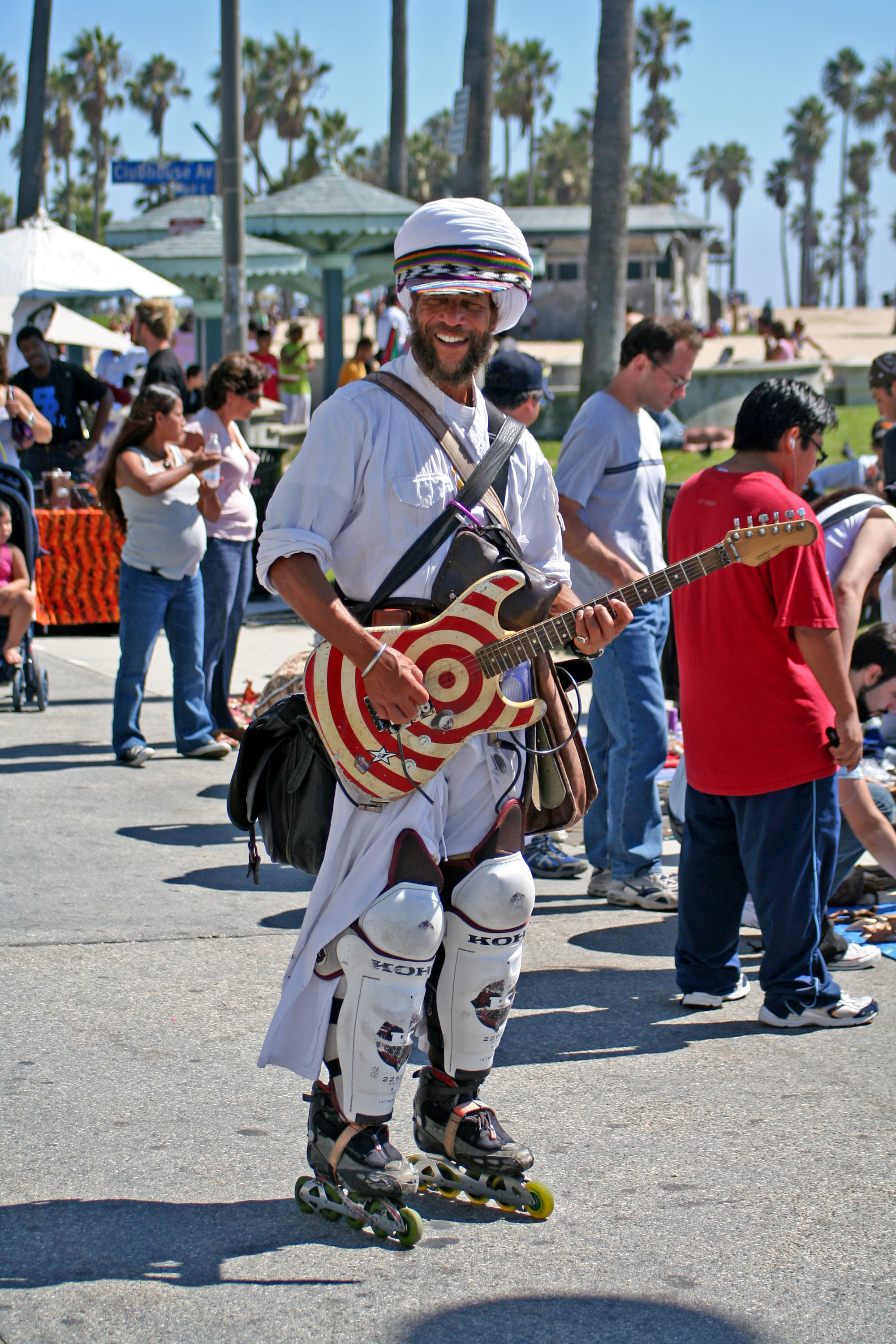
パフォーマー

オーシャンフロントウォークがビーチと平行に伸びる。ハンドボールコート、パドルテニスコート、バレーボールコート、サイクリンロード、ストリートボールコートなどがある。
特にストリートボーラーのレベルが非常に高いことで知られ、数多くのNBAプレーヤーを輩出している。
様々なダンス、楽器の演奏など様々なパフォーマンスも見られ、通行人の目を楽しませている。
ビーチの南端には長さ400mのコンクリート桟橋があり、主にフィッシングに使用されている。1964年に完成し1983年のエル・ニーニョの影響による嵐で破壊されたが、1990年代半ばに再建築された。2005年末にも波によってダメージを受け、半年近く閉鎖されていた。
ビーチ北端からサンタモニカに至る堤防の周囲はサーフスポットとして良く知られている。

### マッスルコンテスト
屋外トレーニングジムの近くで、5月の最終日曜日のメモリアルデー戦没将兵追悼記念日、7月4日の独立記念日、9月第一月曜日のレイバー・デーの年3回開催され、男・女・マスターズ（35歳以上）のボディビル部門、フィジック部門（男）、フィギュア部門（女）、ビキニ部門（女）に分かれビーチに似合う身体を競うカリフォルニア最大級のアマチュアコンテストでアメリカ合衆国内だけでなく国外からの参加も多い。

### ダウンタウン
現在もダウンタウンが古いまま姿を残す。ナイトライフが盛んだった1920-1930年代にはロサンゼルス中から派手な客を集めていた。1960年代からはヒッピー文化の中心地の一つとなり、たくさんのバー、ナイトクラブ、画廊、最先端のアパレルショップなどが立ち並んだ。
元カリフォルニア州知事で俳優のアーノルド・シュワルツェネッガーがボディービルダー時代に通ったゴールドジムの1号店が現存し、今日でもフィットネス、ヨガ、ボディービルのメッカとして知られる。

## イメージギャラリー

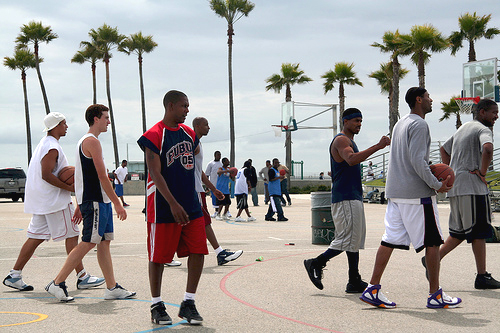
ストリートボーラー達
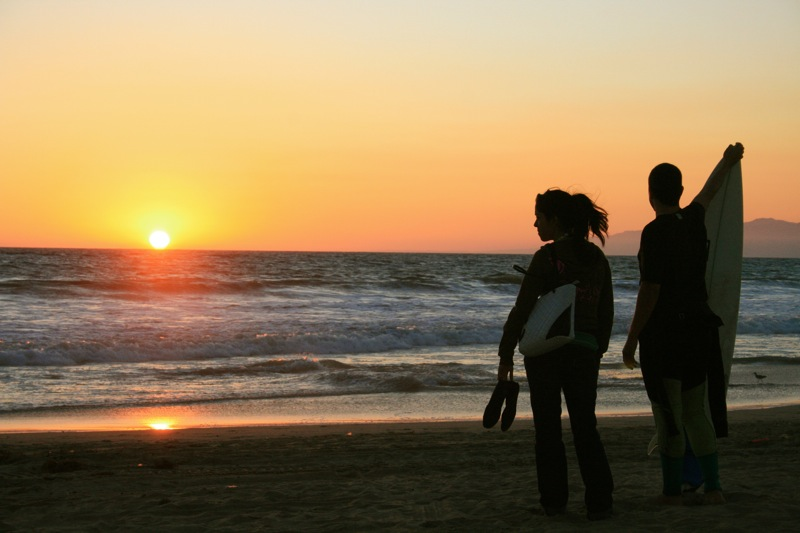
ビーチに沈む夕陽
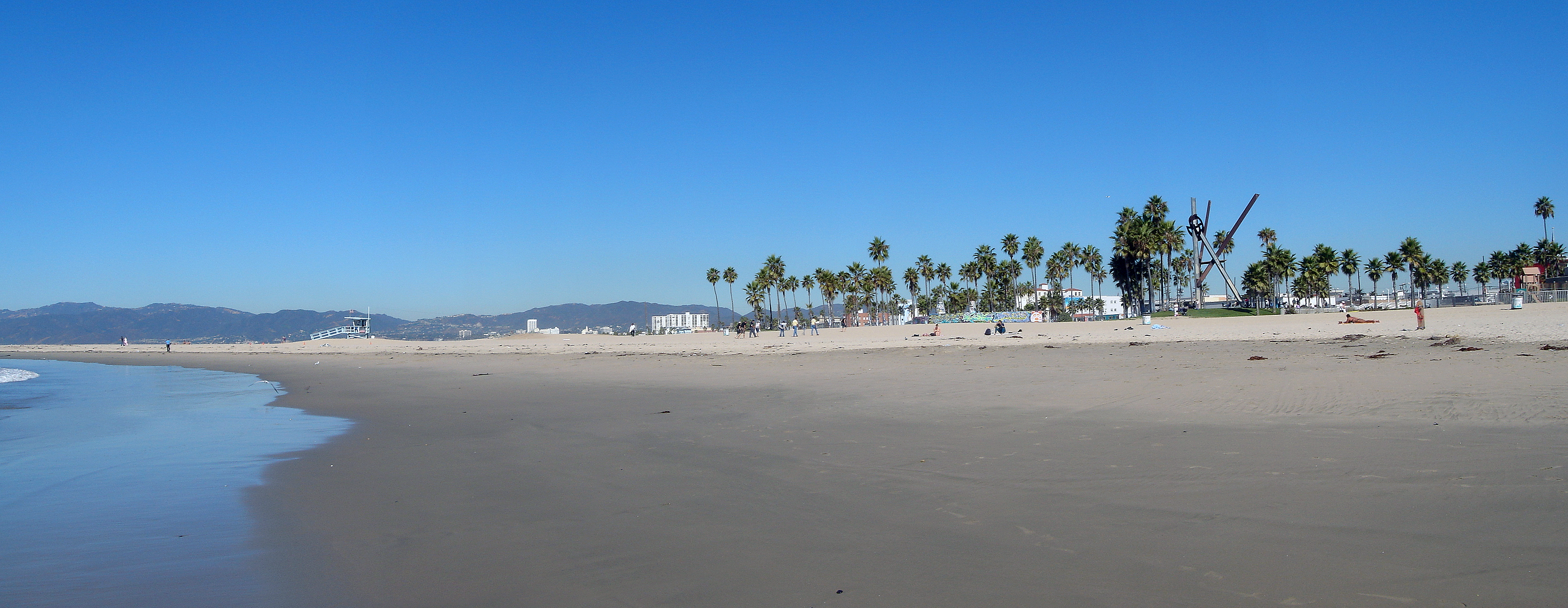
ビーチから太平洋の眺望
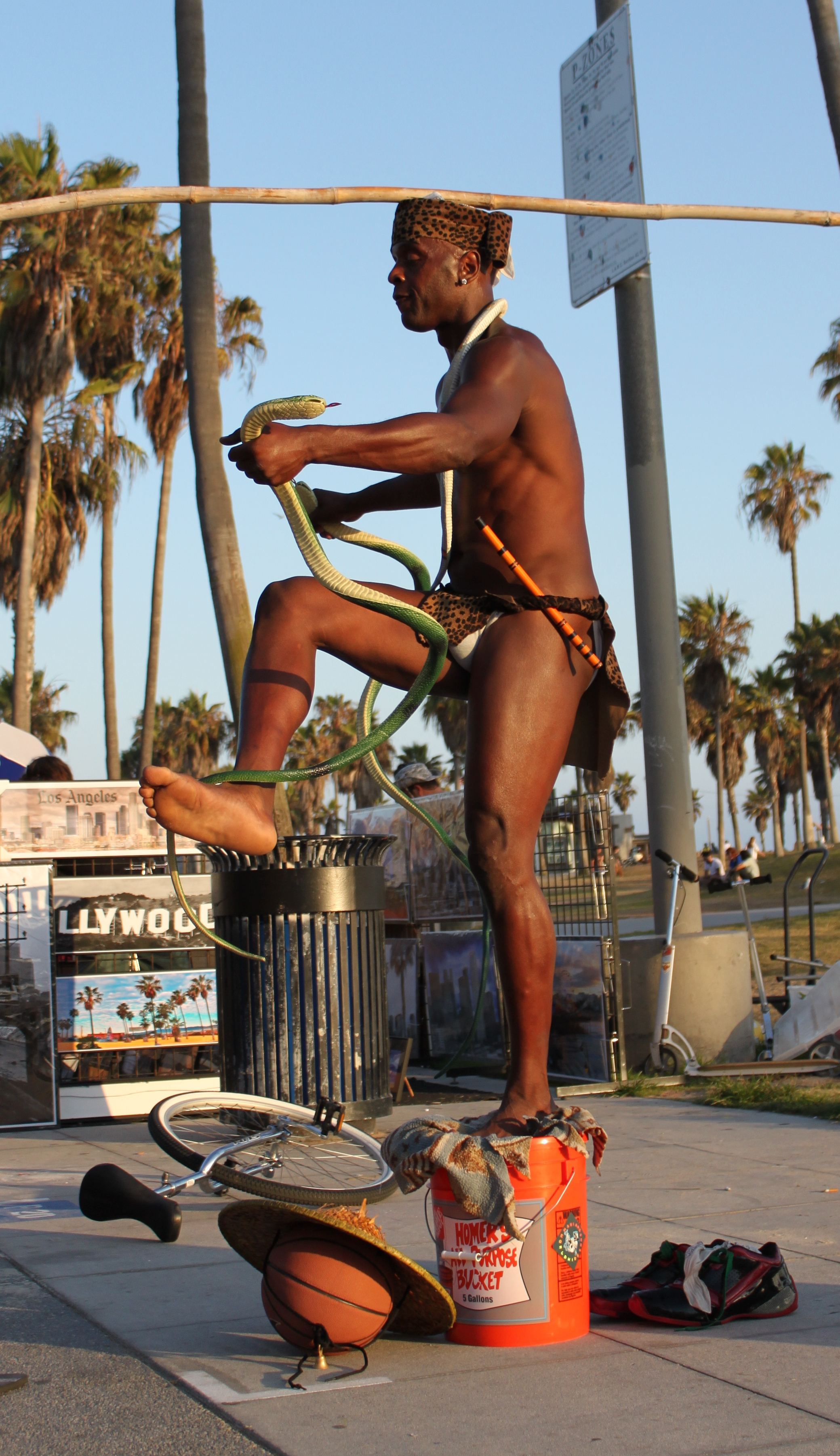
パフォーマー
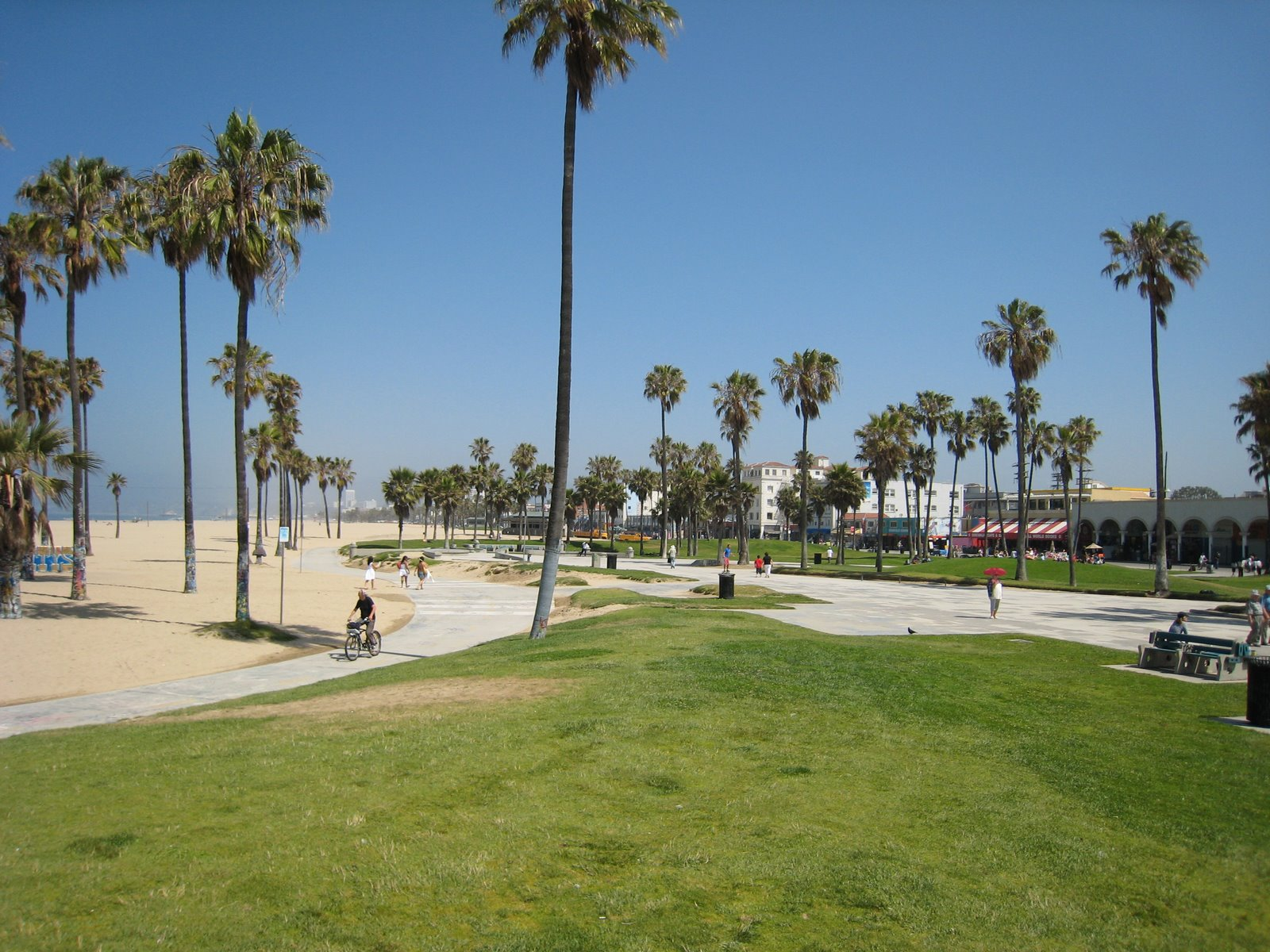
サイクリングロード
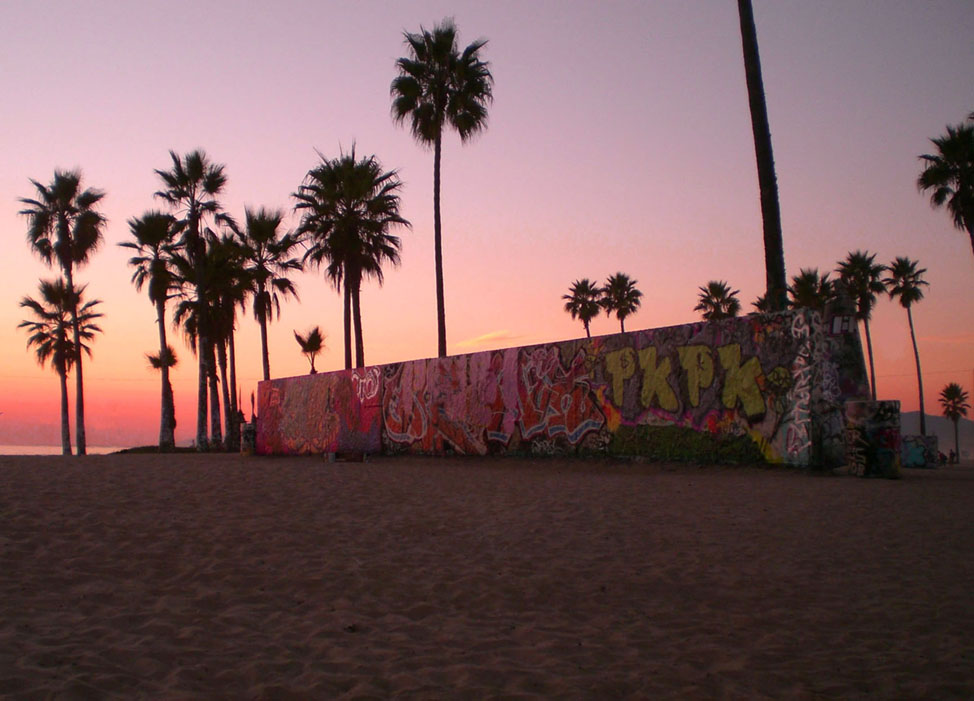
ビーチのグラフィティ

## ヴェニスを舞台とした作品
多くの映画や音楽などの題材、舞台となっている。

### 映画
| - 1914- ヴェニスの子供自動車競走 - 1921- The High Sign - 1923- The Balloonatic - 1927- Sugar Daddies - 1928- サーカス - 1928- The Cameraman - 1933- Fish Hooky - 1935- Dante's Inferno - 1950- Quicksand - 1958- 黒い罠 - 1961- Night Tide - 1964- Inside Daisy Clover - 1966- The Wild Angels - 1966- Blood Bath - 1968- I Love You, Alice B. Toklas - 1971- The Outside Man - 1972- Cisco Pike - 1976- Mother, Jugs & Speed - 1978- グリース - 1979- Roller Boogie - 1980- ジャズ・シンガー - 1980- ザナドゥ - 1983- Breathless - 1984- ブレイクダンス - 1984- Weekend Pass - 1985- The Falcon and the Snowman - 1986- Cobra - 1986- Roller Blade - 1986- Thrashin' - 1988- カラーズ 天使の消えた街 - 1991- ドアーズ - 1991- L.A. Story - 1992- White Men Can't Jump |  |  |  |  |  |  |  |  |  |  |  |  |  |  |  |  |  | - 1993- フォーリング・ダウン - 1993- GIFT - 1993- アサシン - 1994- Clean Slate - 1994- Monkey Trouble - 1994- スピード - 1995- ストレンジ・デイズ/1999年12月31日 - 1995- ザ・インターネット - 1996- ロミオ+ジュリエット - 1997- Romy and Michele's High School Reunion - 1998- アメリカン・ヒストリーX - 1998- ビッグ・リボウスキ - 2000- 偶然の恋人 - 2001- Dogtown and Z-Boys - 2003- ハリウッド的殺人事件 - 2003- サーティーン あの頃欲しかった愛のこと - 2004- トゥパック:レザレクション - 2004- ミリオンダラー・ベイビー - 2005- ウエディング宣言 - 2005- Kiss Kiss Bang Bang - 2005- ロード・オブ・ドッグタウン - 2006- Tenacious D in The Pick of Destiny - 2007- Because I Said So - 2007- Smiley Face - 2007- 団塊ボーイズ - 2008- Southland Tales - 2008- Disfigured - 2008- Drillbit Taylor - 2008- ぼくたちの奉仕活動 - 2009- 40男のバージンロード - 2010- スターにアイ・ラブ・ユー - 2010- バレンタインデー | ・2017-バッド・ウェイヴ（原題：Once upon a time in Venice） |

### テレビ番組
- 特捜隊アダム12
- ビバリーヒルズ青春白書
- 白バイ野郎ジョン&パンチ
- Lの世界
- マッドTV!
- Simon & Simon
- ベイウォッチ
- Pacific Blue
- 特攻野郎Aチーム
- The Real World: Los Angeles
- Huff ドクターは中年症候群
- Freakazoid!
- Three's Company
- ギルモア・ガールズ
- Just Legal
- Rob & Big
- One On One
- The Rookies
- 刑事スタスキー&ハッチ
- 24 -TWENTY FOUR-
- エイリアス
- Xファイル シーズン7 #12「X-コップス」
- Yo! MTV Raps(1989)
- サウスパーク シーズン11 #7「Night of the Living Homeless」
- カリフォルニケーション ある小説家のモテすぎる日常 (2007)
- ワイプアウト (2008)
- フラッシュフォワード パイロット版エピソード「ブラックアウト」
- アントラージュ オレたちのハリウッド
- NCIS:LA 〜極秘潜入捜査班
- ビクトリアス
- サム&キャット

### 書籍
- Bradbury, Ray. Death is a Lonely Business
- Frey, James. Bright Shiny Morning
- Garber, Helen K.. Venice Beach, California Carnivale
- Myerhoff, Barbara. 'Number Our Days'
- Powers, Tim. Expiration Date
- Stanton, Jeffrey. 'Venice California: Coney Island of the Pacific'
- Wakefield, Dan Home Free
- Boyd, Brandon From The Murks Of The Sultry Abyss

### 音楽
- Mother Tongue wrote a song called "Venice Beach"
- Jonathan Richman wrote a song called "Rooming House on Venice Beach"
- Red Hot Chili Peppers wrote a song titled "Venice Queen".
- Welcome to Venice is a split/compilation album released in 1985 by Suicidal Tendencies, Beowülf, No Mercy and Excel.
- Backstreet Boys' music video "Inconsolable"
- Jack's Mannequin's album  Everything in Transit
- Leona Lewis's music video "I Got You"
- The video for David Guetta's song "When Love Takes Over", featuring Kelly Rowland
- Daniel Kandi wrote a track called Venice Beach which was released on Anjunabeats.
- The video for Travie McCoy's song "Billionaire", featuring Bruno Mars
- Is cited in Katy Perry song "California Gurls", in Snoop Dogg verses.